# Municipis del Cantó de Vaud

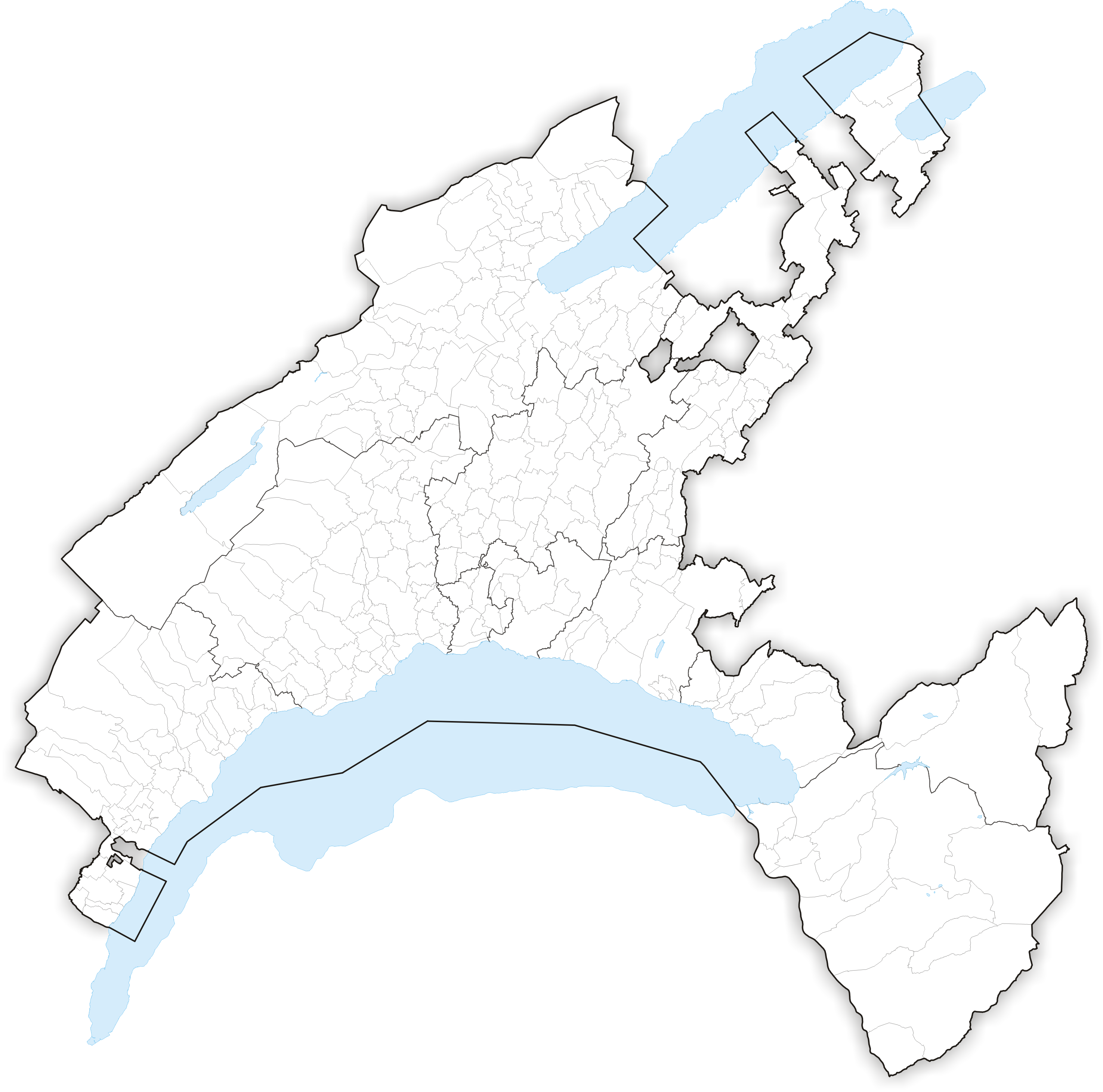
Divisió municipal de Vaud el 2013

Els municipis de Vaud són 375 repartits en 10 districtes:

## Municipis
| Nom                       | Núm. OFS. | Districte             | Població(2007) | Superfície (km²) | Densitat (hab./km²) |
| ------------------------- | --------- | --------------------- | -------------- | ---------------- | ------------------- |
| Aclens                    | 5621      | Morges                | 390            | 3.90             | 100.00              |
| Agiez                     | 5742      | Jura-Nord vaudois     | 236            | 5.47             | 43.14               |
| Aigle                     | 5401      | Aigle                 | 8163           | 16.41            | 497.44              |
| Allaman                   | 5851      | Morges                | 401            | 2.60             | 154.23              |
| Apples                    | 5421      | Morges                | 1177           | 12.93            | 91.03               |
| Arnex-sur-Nyon            | 5701      | Nyon                  | 122            | 2.04             | 59.71               |
| Arnex-sur-Orbe            | 5743      | Jura-Nord vaudois     | 552            | 7.61             | 72.54               |
| Arzier                    | 5702      | Nyon                  | 2126           | 51.91            | 40.96               |
| Assens                    | 5511      | Gros-de-Vaud          | 872            | 4.52             | 192.92              |
| Aubonne                   | 5422      | Morges                | 2679           | 6.87             | 389.96              |
| Avenches                  | 5451      | Broye-Vully           | 2754           | 17.56            | 156.83              |
| Ballaigues                | 5744      | Jura-Nord vaudois     | 892            | 9.03             | 98.78               |
| Ballens                   | 5423      | Morges                | Plantilla:Smn  | Plantilla:Smn    | Plantilla:Smn       |
| Bassins                   | 5703      | Nyon                  | Plantilla:Smn  | Plantilla:Smn    | Plantilla:Smn       |
| Baulmes                   | 5745      | Jura-Nord vaudois     | Plantilla:Smn  | Plantilla:Smn    | Plantilla:Smn       |
| Bavois                    | 5746      | Jura-Nord vaudois     | Plantilla:Smn  | Plantilla:Smn    | Plantilla:Smn       |
| Begnins                   | 5704      | Nyon                  | Plantilla:Smn  | Plantilla:Smn    | Plantilla:Smn       |
| Bellerive                 | 5452      | Broye-Vully           | Plantilla:Smn  | Plantilla:Smn    | Plantilla:Smn       |
| Belmont-sur-Lausanne      | 5581      | Lavaux-Oron           | Plantilla:Smn  | Plantilla:Smn    | Plantilla:Smn       |
| Belmont-sur-Yverdon       | 5902      | Jura-Nord vaudois     | Plantilla:Smn  | Plantilla:Smn    | Plantilla:Smn       |
| Bercher                   | 5512      | Gros-de-Vaud          | Plantilla:Smn  | Plantilla:Smn    | Plantilla:Smn       |
| Berolle                   | 5424      | Morges                | Plantilla:Smn  | Plantilla:Smn    | Plantilla:Smn       |
| Bettens                   | 5471      | Gros-de-Vaud          | Plantilla:Smn  | Plantilla:Smn    | Plantilla:Smn       |
| Bex                       | 5402      | Aigle                 | Plantilla:Smn  | Plantilla:Smn    | Plantilla:Smn       |
| Bière                     | 5425      | Morges                | Plantilla:Smn  | Plantilla:Smn    | Plantilla:Smn       |
| Bioley-Magnoux            | 5903      | Jura-Nord vaudois     | Plantilla:Smn  | Plantilla:Smn    | Plantilla:Smn       |
| Bioley-Orjulaz            | 5513      | Gros-de-Vaud          | Plantilla:Smn  | Plantilla:Smn    | Plantilla:Smn       |
| Blonay                    | 5881      | Riviera-Pays-d'Enhaut | Plantilla:Smn  | Plantilla:Smn    | Plantilla:Smn       |
| Bofflens                  | 5747      | Jura-Nord vaudois     | Plantilla:Smn  | Plantilla:Smn    | Plantilla:Smn       |
| Bogis-Bossey              | 5705      | Nyon                  | Plantilla:Smn  | Plantilla:Smn    | Plantilla:Smn       |
| Bonvillars                | 5551      | Jura-Nord vaudois     | Plantilla:Smn  | Plantilla:Smn    | Plantilla:Smn       |
| Borex                     | 5706      | Nyon                  | Plantilla:Smn  | Plantilla:Smn    | Plantilla:Smn       |
| Bottens                   | 5514      | Gros-de-Vaud          | Plantilla:Smn  | Plantilla:Smn    | Plantilla:Smn       |
| Bougy-Villars             | 5426      | Morges                | Plantilla:Smn  | Plantilla:Smn    | Plantilla:Smn       |
| Boulens                   | 5661      | Gros-de-Vaud          | Plantilla:Smn  | Plantilla:Smn    | Plantilla:Smn       |
| Bournens                  | 5472      | Gros-de-Vaud          | Plantilla:Smn  | Plantilla:Smn    | Plantilla:Smn       |
| Boussens                  | 5473      | Gros-de-Vaud          | Plantilla:Smn  | Plantilla:Smn    | Plantilla:Smn       |
| Bremblens                 | 5622      | Morges                | Plantilla:Smn  | Plantilla:Smn    | Plantilla:Smn       |
| Brenles                   | 5662      | Broye-Vully           | Plantilla:Smn  | Plantilla:Smn    | Plantilla:Smn       |
| Bretigny-sur-Morrens      | 5515      | Gros-de-Vaud          | Plantilla:Smn  | Plantilla:Smn    | Plantilla:Smn       |
| Bretonnières              | 5748      | Jura-Nord vaudois     | Plantilla:Smn  | Plantilla:Smn    | Plantilla:Smn       |
| Buchillon                 | 5623      | Morges                | Plantilla:Smn  | Plantilla:Smn    | Plantilla:Smn       |
| Bullet                    | 5552      | Jura-Nord vaudois     | Plantilla:Smn  | Plantilla:Smn    | Plantilla:Smn       |
| Bursinel                  | 5852      | Nyon                  | Plantilla:Smn  | Plantilla:Smn    | Plantilla:Smn       |
| Bursins                   | 5853      | Nyon                  | Plantilla:Smn  | Plantilla:Smn    | Plantilla:Smn       |
| Burtigny                  | 5854      | Nyon                  | Plantilla:Smn  | Plantilla:Smn    | Plantilla:Smn       |
| Bussigny-près-Lausanne    | 5624      | Ouest lausannois      | Plantilla:Smn  | Plantilla:Smn    | Plantilla:Smn       |
| Bussigny-sur-Oron         | 5781      | Lavaux-Oron           | Plantilla:Smn  | Plantilla:Smn    | Plantilla:Smn       |
| Bussy-Chardonney          | 5625      | Morges                | Plantilla:Smn  | Plantilla:Smn    | Plantilla:Smn       |
| Bussy-sur-Moudon          | 5663      | Broye-Vully           | Plantilla:Smn  | Plantilla:Smn    | Plantilla:Smn       |
| Carrouge                  | 5782      | Broye-Vully           | Plantilla:Smn  | Plantilla:Smn    | Plantilla:Smn       |
| Cerniaz                   | 5811      | Broye-Vully           | Plantilla:Smn  | Plantilla:Smn    | Plantilla:Smn       |
| Chabrey                   | 5453      | Broye-Vully           | Plantilla:Smn  | Plantilla:Smn    | Plantilla:Smn       |
| Chamblon                  | 5904      | Jura-Nord vaudois     | Plantilla:Smn  | Plantilla:Smn    | Plantilla:Smn       |
| Champagne                 | 5553      | Jura-Nord vaudois     | Plantilla:Smn  | Plantilla:Smn    | Plantilla:Smn       |
| Champtauroz               | 5812      | Broye-Vully           | Plantilla:Smn  | Plantilla:Smn    | Plantilla:Smn       |
| Champvent                 | 5905      | Jura-Nord vaudois     | Plantilla:Smn  | Plantilla:Smn    | Plantilla:Smn       |
| Chanéaz                   | 5906      | Jura-Nord vaudois     | Plantilla:Smn  | Plantilla:Smn    | Plantilla:Smn       |
| Chapelle-sur-Moudon       | 5664      | Gros-de-Vaud          | Plantilla:Smn  | Plantilla:Smn    | Plantilla:Smn       |
| Chardonne                 | 5882      | Riviera-Pays-d'Enhaut | Plantilla:Smn  | Plantilla:Smn    | Plantilla:Smn       |
| Château-d'Oex             | 5841      | Riviera-Pays-d'Enhaut | Plantilla:Smn  | Plantilla:Smn    | Plantilla:Smn       |
| Châtillens                | 5783      | Lavaux-Oron           | Plantilla:Smn  | Plantilla:Smn    | Plantilla:Smn       |
| Chavannes-de-Bogis        | 5707      | Nyon                  | Plantilla:Smn  | Plantilla:Smn    | Plantilla:Smn       |
| Chavannes-des-Bois        | 5708      | Nyon                  | Plantilla:Smn  | Plantilla:Smn    | Plantilla:Smn       |
| Chavannes-le-Chêne        | 5907      | Jura-Nord vaudois     | Plantilla:Smn  | Plantilla:Smn    | Plantilla:Smn       |
| Chavannes-le-Veyron       | 5475      | Morges                | Plantilla:Smn  | Plantilla:Smn    | Plantilla:Smn       |
| Chavannes-près-Renens     | 5627      | Ouest lausannois      | Plantilla:Smn  | Plantilla:Smn    | Plantilla:Smn       |
| Chavannes-sur-Moudon      | 5665      | Broye-Vully           | Plantilla:Smn  | Plantilla:Smn    | Plantilla:Smn       |
| Chavornay                 | 5749      | Jura-Nord vaudois     | Plantilla:Smn  | Plantilla:Smn    | Plantilla:Smn       |
| Chêne-Pâquier             | 5908      | Jura-Nord vaudois     | Plantilla:Smn  | Plantilla:Smn    | Plantilla:Smn       |
| Chesalles-sur-Moudon      | 5666      | Broye-Vully           | Plantilla:Smn  | Plantilla:Smn    | Plantilla:Smn       |
| Chesalles-sur-Oron        | 5784      | Lavaux-Oron           | Plantilla:Smn  | Plantilla:Smn    | Plantilla:Smn       |
| Cheseaux-Noréaz           | 5909      | Jura-Nord vaudois     | Plantilla:Smn  | Plantilla:Smn    | Plantilla:Smn       |
| Cheseaux-sur-Lausanne     | 5582      | Lausanne              | Plantilla:Smn  | Plantilla:Smn    | Plantilla:Smn       |
| Chéserex                  | 5709      | Nyon                  | Plantilla:Smn  | Plantilla:Smn    | Plantilla:Smn       |
| Chessel                   | 5403      | Aigle                 | Plantilla:Smn  | Plantilla:Smn    | Plantilla:Smn       |
| Chevilly                  | 5476      | Morges                | Plantilla:Smn  | Plantilla:Smn    | Plantilla:Smn       |
| Chevroux                  | 5813      | Broye-Vully           | Plantilla:Smn  | Plantilla:Smn    | Plantilla:Smn       |
| Chexbres                  | 5601      | Lavaux-Oron           | Plantilla:Smn  | Plantilla:Smn    | Plantilla:Smn       |
| Chigny                    | 5628      | Morges                | Plantilla:Smn  | Plantilla:Smn    | Plantilla:Smn       |
| Clarmont                  | 5629      | Morges                | Plantilla:Smn  | Plantilla:Smn    | Plantilla:Smn       |
| Coinsins                  | 5710      | Nyon                  | Plantilla:Smn  | Plantilla:Smn    | Plantilla:Smn       |
| Colombier                 | 5630      | Morges                | Plantilla:Smn  | Plantilla:Smn    | Plantilla:Smn       |
| Combremont-le-Grand       | 5814      | Broye-Vully           | Plantilla:Smn  | Plantilla:Smn    | Plantilla:Smn       |
| Combremont-le-Petit       | 5815      | Broye-Vully           | Plantilla:Smn  | Plantilla:Smn    | Plantilla:Smn       |
| Commugny                  | 5711      | Nyon                  | Plantilla:Smn  | Plantilla:Smn    | Plantilla:Smn       |
| Concise                   | 5554      | Jura-Nord vaudois     | Plantilla:Smn  | Plantilla:Smn    | Plantilla:Smn       |
| Constantine               | 5455      | Broye-Vully           | Plantilla:Smn  | Plantilla:Smn    | Plantilla:Smn       |
| Coppet                    | 5712      | Nyon                  | Plantilla:Smn  | Plantilla:Smn    | Plantilla:Smn       |
| Corbeyrier                | 5404      | Aigle                 | Plantilla:Smn  | Plantilla:Smn    | Plantilla:Smn       |
| Corcelles-le-Jorat        | 5785      | Broye-Vully           | Plantilla:Smn  | Plantilla:Smn    | Plantilla:Smn       |
| Corcelles-près-Concise    | 5555      | Jura-Nord vaudois     | Plantilla:Smn  | Plantilla:Smn    | Plantilla:Smn       |
| Corcelles-près-Payerne    | 5816      | Broye-Vully           | Plantilla:Smn  | Plantilla:Smn    | Plantilla:Smn       |
| Corcelles-sur-Chavornay   | 5751      | Jura-Nord vaudois     | Plantilla:Smn  | Plantilla:Smn    | Plantilla:Smn       |
| Correvon                  | 5667      | Gros-de-Vaud          | Plantilla:Smn  | Plantilla:Smn    | Plantilla:Smn       |
| Corseaux                  | 5883      | Riviera-Pays-d'Enhaut | Plantilla:Smn  | Plantilla:Smn    | Plantilla:Smn       |
| Corsier-sur-Vevey         | 5884      | Riviera-Pays-d'Enhaut | Plantilla:Smn  | Plantilla:Smn    | Plantilla:Smn       |
| Cossonay                  | 5477      | Morges                | Plantilla:Smn  | Plantilla:Smn    | Plantilla:Smn       |
| Cottens                   | 5478      | Morges                | Plantilla:Smn  | Plantilla:Smn    | Plantilla:Smn       |
| Crans-près-Céligny        | 5713      | Nyon                  | Plantilla:Smn  | Plantilla:Smn    | Plantilla:Smn       |
| Crassier                  | 5714      | Nyon                  | Plantilla:Smn  | Plantilla:Smn    | Plantilla:Smn       |
| Cremin                    | 5668      | Broye-Vully           | Plantilla:Smn  | Plantilla:Smn    | Plantilla:Smn       |
| Crissier                  | 5583      | Ouest lausannois      | Plantilla:Smn  | Plantilla:Smn    | Plantilla:Smn       |
| Cronay                    | 5910      | Jura-Nord vaudois     | Plantilla:Smn  | Plantilla:Smn    | Plantilla:Smn       |
| Croy                      | 5752      | Jura-Nord vaudois     | Plantilla:Smn  | Plantilla:Smn    | Plantilla:Smn       |
| Cuarnens                  | 5479      | Morges                | Plantilla:Smn  | Plantilla:Smn    | Plantilla:Smn       |
| Cuarny                    | 5911      | Jura-Nord vaudois     | Plantilla:Smn  | Plantilla:Smn    | Plantilla:Smn       |
| Cudrefin                  | 5456      | Broye-Vully           | Plantilla:Smn  | Plantilla:Smn    | Plantilla:Smn       |
| Cugy                      | 5516      | Gros-de-Vaud          | Plantilla:Smn  | Plantilla:Smn    | Plantilla:Smn       |
| Cully                     | 5602      | Lavaux-Oron           | Plantilla:Smn  | Plantilla:Smn    | Plantilla:Smn       |
| Curtilles                 | 5669      | Broye-Vully           | Plantilla:Smn  | Plantilla:Smn    | Plantilla:Smn       |
| Daillens                  | 5480      | Gros-de-Vaud          | Plantilla:Smn  | Plantilla:Smn    | Plantilla:Smn       |
| Démoret                   | 5912      | Jura-Nord vaudois     | Plantilla:Smn  | Plantilla:Smn    | Plantilla:Smn       |
| Denens                    | 5631      | Morges                | Plantilla:Smn  | Plantilla:Smn    | Plantilla:Smn       |
| Denezy                    | 5670      | Gros-de-Vaud          | Plantilla:Smn  | Plantilla:Smn    | Plantilla:Smn       |
| Denges                    | 5632      | Morges                | Plantilla:Smn  | Plantilla:Smn    | Plantilla:Smn       |
| Dizy                      | 5481      | Morges                | Plantilla:Smn  | Plantilla:Smn    | Plantilla:Smn       |
| Dommartin                 | 5517      | Gros-de-Vaud          | Plantilla:Smn  | Plantilla:Smn    | Plantilla:Smn       |
| Dompierre                 | 5671      | Broye-Vully           | Plantilla:Smn  | Plantilla:Smn    | Plantilla:Smn       |
| Donneloye                 | 5913      | Jura-Nord vaudois     | Plantilla:Smn  | Plantilla:Smn    | Plantilla:Smn       |
| Duillier                  | 5715      | Nyon                  | Plantilla:Smn  | Plantilla:Smn    | Plantilla:Smn       |
| Dully                     | 5855      | Nyon                  | Plantilla:Smn  | Plantilla:Smn    | Plantilla:Smn       |
| Echallens                 | 5518      | Gros-de-Vaud          | Plantilla:Smn  | Plantilla:Smn    | Plantilla:Smn       |
| Echandens                 | 5633      | Morges                | Plantilla:Smn  | Plantilla:Smn    | Plantilla:Smn       |
| Echichens                 | 5634      | Morges                | Plantilla:Smn  | Plantilla:Smn    | Plantilla:Smn       |
| Eclagnens                 | 5519      | Gros-de-Vaud          | Plantilla:Smn  | Plantilla:Smn    | Plantilla:Smn       |
| Eclépens                  | 5482      | Morges                | Plantilla:Smn  | Plantilla:Smn    | Plantilla:Smn       |
| Ecoteaux                  | 5787      | Lavaux-Oron           | Plantilla:Smn  | Plantilla:Smn    | Plantilla:Smn       |
| Ecublens                  | 5635      | Ouest lausannois      | Plantilla:Smn  | Plantilla:Smn    | Plantilla:Smn       |
| Epalinges                 | 5584      | Lausanne              | Plantilla:Smn  | Plantilla:Smn    | Plantilla:Smn       |
| Ependes                   | 5914      | Jura-Nord vaudois     | Plantilla:Smn  | Plantilla:Smn    | Plantilla:Smn       |
| Epesses                   | 5603      | Lavaux-Oron           | Plantilla:Smn  | Plantilla:Smn    | Plantilla:Smn       |
| Essertes                  | 5788      | Lavaux-Oron           | Plantilla:Smn  | Plantilla:Smn    | Plantilla:Smn       |
| Essertines-sur-Rolle      | 5856      | Nyon                  | Plantilla:Smn  | Plantilla:Smn    | Plantilla:Smn       |
| Essertines-sur-Yverdon    | 5520      | Gros-de-Vaud          | Plantilla:Smn  | Plantilla:Smn    | Plantilla:Smn       |
| Essert-Pittet             | 5915      | Jura-Nord vaudois     | Plantilla:Smn  | Plantilla:Smn    | Plantilla:Smn       |
| Essert-sous-Champvent     | 5916      | Jura-Nord vaudois     | Plantilla:Smn  | Plantilla:Smn    | Plantilla:Smn       |
| Etagnières                | 5521      | Gros-de-Vaud          | Plantilla:Smn  | Plantilla:Smn    | Plantilla:Smn       |
| Etoy                      | 5636      | Morges                | Plantilla:Smn  | Plantilla:Smn    | Plantilla:Smn       |
| Eysins                    | 5716      | Nyon                  | Plantilla:Smn  | Plantilla:Smn    | Plantilla:Smn       |
| Faoug                     | 5458      | Broye-Vully           | Plantilla:Smn  | Plantilla:Smn    | Plantilla:Smn       |
| Féchy                     | 5427      | Morges                | Plantilla:Smn  | Plantilla:Smn    | Plantilla:Smn       |
| Ferlens                   | 5789      | Lavaux-Oron           | Plantilla:Smn  | Plantilla:Smn    | Plantilla:Smn       |
| Ferreyres                 | 5483      | Morges                | Plantilla:Smn  | Plantilla:Smn    | Plantilla:Smn       |
| Fey                       | 5522      | Gros-de-Vaud          | Plantilla:Smn  | Plantilla:Smn    | Plantilla:Smn       |
| Fiez                      | 5556      | Jura-Nord vaudois     | Plantilla:Smn  | Plantilla:Smn    | Plantilla:Smn       |
| Fontaines-sur-Grandson    | 5557      | Jura-Nord vaudois     | Plantilla:Smn  | Plantilla:Smn    | Plantilla:Smn       |
| Fontanezier               | 5558      | Jura-Nord vaudois     | Plantilla:Smn  | Plantilla:Smn    | Plantilla:Smn       |
| Forel                     | 5604      | Lavaux-Oron           | Plantilla:Smn  | Plantilla:Smn    | Plantilla:Smn       |
| Forel-sur-Lucens          | 5672      | Broye-Vully           | Plantilla:Smn  | Plantilla:Smn    | Plantilla:Smn       |
| Founex                    | 5717      | Nyon                  | Plantilla:Smn  | Plantilla:Smn    | Plantilla:Smn       |
| Froideville               | 5523      | Gros-de-Vaud          | Plantilla:Smn  | Plantilla:Smn    | Plantilla:Smn       |
| Genolier                  | 5718      | Nyon                  | Plantilla:Smn  | Plantilla:Smn    | Plantilla:Smn       |
| Giez                      | 5559      | Jura-Nord vaudois     | Plantilla:Smn  | Plantilla:Smn    | Plantilla:Smn       |
| Gilly                     | 5857      | Nyon                  | Plantilla:Smn  | Plantilla:Smn    | Plantilla:Smn       |
| Gimel                     | 5428      | Morges                | Plantilla:Smn  | Plantilla:Smn    | Plantilla:Smn       |
| Gingins                   | 5719      | Nyon                  | Plantilla:Smn  | Plantilla:Smn    | Plantilla:Smn       |
| Givrins                   | 5720      | Nyon                  | Plantilla:Smn  | Plantilla:Smn    | Plantilla:Smn       |
| Gland                     | 5721      | Nyon                  | Plantilla:Smn  | Plantilla:Smn    | Plantilla:Smn       |
| Gollion                   | 5484      | Morges                | Plantilla:Smn  | Plantilla:Smn    | Plantilla:Smn       |
| Goumoens-la-Ville         | 5524      | Gros-de-Vaud          | Plantilla:Smn  | Plantilla:Smn    | Plantilla:Smn       |
| Goumoens-le-Jux           | 5525      | Gros-de-Vaud          | Plantilla:Smn  | Plantilla:Smn    | Plantilla:Smn       |
| Grancy                    | 5485      | Morges                | Plantilla:Smn  | Plantilla:Smn    | Plantilla:Smn       |
| Grandcour                 | 5817      | Broye-Vully           | Plantilla:Smn  | Plantilla:Smn    | Plantilla:Smn       |
| Grandevent                | 5560      | Jura-Nord vaudois     | Plantilla:Smn  | Plantilla:Smn    | Plantilla:Smn       |
| Grandson                  | 5561      | Jura-Nord vaudois     | Plantilla:Smn  | Plantilla:Smn    | Plantilla:Smn       |
| Grandvaux                 | 5605      | Lavaux-Oron           | Plantilla:Smn  | Plantilla:Smn    | Plantilla:Smn       |
| Granges-près-Marnand      | 5818      | Broye-Vully           | Plantilla:Smn  | Plantilla:Smn    | Plantilla:Smn       |
| Grens                     | 5722      | Nyon                  | Plantilla:Smn  | Plantilla:Smn    | Plantilla:Smn       |
| Gressy                    | 5918      | Jura-Nord vaudois     | Plantilla:Smn  | Plantilla:Smn    | Plantilla:Smn       |
| Gryon                     | 5405      | Aigle                 | Plantilla:Smn  | Plantilla:Smn    | Plantilla:Smn       |
| Henniez                   | 5819      | Broye-Vully           | Plantilla:Smn  | Plantilla:Smn    | Plantilla:Smn       |
| Hermenches                | 5673      | Broye-Vully           | Plantilla:Smn  | Plantilla:Smn    | Plantilla:Smn       |
| Jongny                    | 5885      | Riviera-Pays-d'Enhaut | Plantilla:Smn  | Plantilla:Smn    | Plantilla:Smn       |
| Jouxtens-Mézery           | 5585      | Lausanne              | Plantilla:Smn  | Plantilla:Smn    | Plantilla:Smn       |
| Juriens                   | 5754      | Jura-Nord vaudois     | Plantilla:Smn  | Plantilla:Smn    | Plantilla:Smn       |
| La Chaux                  | 5474      | Morges                | Plantilla:Smn  | Plantilla:Smn    | Plantilla:Smn       |
| La Praz                   | 5758      | Jura-Nord vaudois     | Plantilla:Smn  | Plantilla:Smn    | Plantilla:Smn       |
| La Rippe                  | 5726      | Nyon                  | Plantilla:Smn  | Plantilla:Smn    | Plantilla:Smn       |
| La Sarraz                 | 5498      | Morges                | Plantilla:Smn  | Plantilla:Smn    | Plantilla:Smn       |
| La Tour-de-Peilz          | 5889      | Riviera-Pays-d'Enhaut | Plantilla:Smn  | Plantilla:Smn    | Plantilla:Smn       |
| L'Abbaye                  | 5871      | Jura-Nord vaudois     | Plantilla:Smn  | Plantilla:Smn    | Plantilla:Smn       |
| L'Abergement              | 5741      | Jura-Nord vaudois     | Plantilla:Smn  | Plantilla:Smn    | Plantilla:Smn       |
| Llac de Joux              | 9751      |                       | Plantilla:Smn  | Plantilla:Smn    | Plantilla:Smn       |
| Llac de Morat             | 9296      |                       | Plantilla:Smn  | Plantilla:Smn    | Plantilla:Smn       |
| Llac de Neuchâtel         | 9154      |                       | Plantilla:Smn  | Plantilla:Smn    | Plantilla:Smn       |
| Llac Léman                | 9758      |                       | Plantilla:Smn  | Plantilla:Smn    | Plantilla:Smn       |
| Lausana                   | 5586      | Lausanne              | Plantilla:Smn  | Plantilla:Smn    | Plantilla:Smn       |
| Lavey-Morcles             | 5406      | Aigle                 | Plantilla:Smn  | Plantilla:Smn    | Plantilla:Smn       |
| Lavigny                   | 5637      | Morges                | Plantilla:Smn  | Plantilla:Smn    | Plantilla:Smn       |
| Le Chenit                 | 5872      | Jura-Nord vaudois     | Plantilla:Smn  | Plantilla:Smn    | Plantilla:Smn       |
| Le Lieu                   | 5873      | Jura-Nord vaudois     | Plantilla:Smn  | Plantilla:Smn    | Plantilla:Smn       |
| Le Mont-sur-Lausanne      | 5587      | Lausanne              | Plantilla:Smn  | Plantilla:Smn    | Plantilla:Smn       |
| Le Vaud                   | 5731      | Nyon                  | Plantilla:Smn  | Plantilla:Smn    | Plantilla:Smn       |
| Les Clées                 | 5750      | Jura-Nord vaudois     | Plantilla:Smn  | Plantilla:Smn    | Plantilla:Smn       |
| Les Cullayes              | 5786      | Lavaux-Oron           | Plantilla:Smn  | Plantilla:Smn    | Plantilla:Smn       |
| Les Tavernes              | 5800      | Lavaux-Oron           | Plantilla:Smn  | Plantilla:Smn    | Plantilla:Smn       |
| Les Thioleyres            | 5801      | Lavaux-Oron           | Plantilla:Smn  | Plantilla:Smn    | Plantilla:Smn       |
| Leysin                    | 5407      | Aigle                 | Plantilla:Smn  | Plantilla:Smn    | Plantilla:Smn       |
| Lignerolle                | 5755      | Jura-Nord vaudois     | Plantilla:Smn  | Plantilla:Smn    | Plantilla:Smn       |
| L'Isle                    | 5486      | Morges                | Plantilla:Smn  | Plantilla:Smn    | Plantilla:Smn       |
| Lonay                     | 5638      | Morges                | Plantilla:Smn  | Plantilla:Smn    | Plantilla:Smn       |
| Longirod                  | 5429      | Nyon                  | Plantilla:Smn  | Plantilla:Smn    | Plantilla:Smn       |
| Lovatens                  | 5674      | Broye-Vully           | Plantilla:Smn  | Plantilla:Smn    | Plantilla:Smn       |
| Lucens                    | 5675      | Broye-Vully           | Plantilla:Smn  | Plantilla:Smn    | Plantilla:Smn       |
| Luins                     | 5858      | Nyon                  | Plantilla:Smn  | Plantilla:Smn    | Plantilla:Smn       |
| Lully                     | 5639      | Morges                | Plantilla:Smn  | Plantilla:Smn    | Plantilla:Smn       |
| Lussery-Villars           | 5487      | Gros-de-Vaud          | Plantilla:Smn  | Plantilla:Smn    | Plantilla:Smn       |
| Lussy-sur-Morges          | 5640      | Morges                | Plantilla:Smn  | Plantilla:Smn    | Plantilla:Smn       |
| Lutry                     | 5606      | Lavaux-Oron           | Plantilla:Smn  | Plantilla:Smn    | Plantilla:Smn       |
| Maracon                   | 5790      | Lavaux-Oron           | Plantilla:Smn  | Plantilla:Smn    | Plantilla:Smn       |
| Marchissy                 | 5430      | Nyon                  | Plantilla:Smn  | Plantilla:Smn    | Plantilla:Smn       |
| Marnand                   | 5820      | Broye-Vully           | Plantilla:Smn  | Plantilla:Smn    | Plantilla:Smn       |
| Martherenges              | 5676      | Gros-de-Vaud          | Plantilla:Smn  | Plantilla:Smn    | Plantilla:Smn       |
| Mathod                    | 5919      | Jura-Nord vaudois     | Plantilla:Smn  | Plantilla:Smn    | Plantilla:Smn       |
| Mauborget                 | 5562      | Jura-Nord vaudois     | Plantilla:Smn  | Plantilla:Smn    | Plantilla:Smn       |
| Mauraz                    | 5488      | Morges                | Plantilla:Smn  | Plantilla:Smn    | Plantilla:Smn       |
| Mex                       | 5489      | Gros-de-Vaud          | Plantilla:Smn  | Plantilla:Smn    | Plantilla:Smn       |
| Mézières                  | 5791      | Lavaux-Oron           | Plantilla:Smn  | Plantilla:Smn    | Plantilla:Smn       |
| Mies                      | 5723      | Nyon                  | Plantilla:Smn  | Plantilla:Smn    | Plantilla:Smn       |
| Missy                     | 5821      | Broye-Vully           | Plantilla:Smn  | Plantilla:Smn    | Plantilla:Smn       |
| Moiry                     | 5490      | Morges                | Plantilla:Smn  | Plantilla:Smn    | Plantilla:Smn       |
| Mollens                   | 5431      | Morges                | Plantilla:Smn  | Plantilla:Smn    | Plantilla:Smn       |
| Molondin                  | 5921      | Jura-Nord vaudois     | Plantilla:Smn  | Plantilla:Smn    | Plantilla:Smn       |
| Monnaz                    | 5641      | Morges                | Plantilla:Smn  | Plantilla:Smn    | Plantilla:Smn       |
| Montagny-près-Yverdon     | 5922      | Jura-Nord vaudois     | Plantilla:Smn  | Plantilla:Smn    | Plantilla:Smn       |
| Montaubion-Chardonney     | 5677      | Gros-de-Vaud          | Plantilla:Smn  | Plantilla:Smn    | Plantilla:Smn       |
| Montcherand               | 5756      | Jura-Nord vaudois     | Plantilla:Smn  | Plantilla:Smn    | Plantilla:Smn       |
| Montherod                 | 5432      | Morges                | Plantilla:Smn  | Plantilla:Smn    | Plantilla:Smn       |
| Mont-la-Ville             | 5491      | Morges                | Plantilla:Smn  | Plantilla:Smn    | Plantilla:Smn       |
| Montmagny                 | 5459      | Broye-Vully           | Plantilla:Smn  | Plantilla:Smn    | Plantilla:Smn       |
| Montpreveyres             | 5792      | Lavaux-Oron           | Plantilla:Smn  | Plantilla:Smn    | Plantilla:Smn       |
| Montreux                  | 5886      | Riviera-Pays-d'Enhaut | Plantilla:Smn  | Plantilla:Smn    | Plantilla:Smn       |
| Montricher                | 5492      | Morges                | Plantilla:Smn  | Plantilla:Smn    | Plantilla:Smn       |
| Mont-sur-Rolle            | 5859      | Nyon                  | Plantilla:Smn  | Plantilla:Smn    | Plantilla:Smn       |
| Morges                    | 5642      | Morges                | Plantilla:Smn  | Plantilla:Smn    | Plantilla:Smn       |
| Morrens                   | 5527      | Gros-de-Vaud          | Plantilla:Smn  | Plantilla:Smn    | Plantilla:Smn       |
| Moudon                    | 5678      | Broye-Vully           | Plantilla:Smn  | Plantilla:Smn    | Plantilla:Smn       |
| Mur                       | 5460      | Broye-Vully           | Plantilla:Smn  | Plantilla:Smn    | Plantilla:Smn       |
| Mutrux                    | 5563      | Jura-Nord vaudois     | Plantilla:Smn  | Plantilla:Smn    | Plantilla:Smn       |
| Naz                       | 5528      | Gros-de-Vaud          | Plantilla:Smn  | Plantilla:Smn    | Plantilla:Smn       |
| Neyruz-sur-Moudon         | 5679      | Gros-de-Vaud          | Plantilla:Smn  | Plantilla:Smn    | Plantilla:Smn       |
| Novalles                  | 5564      | Jura-Nord vaudois     | Plantilla:Smn  | Plantilla:Smn    | Plantilla:Smn       |
| Noville                   | 5408      | Aigle                 | Plantilla:Smn  | Plantilla:Smn    | Plantilla:Smn       |
| Nyon                      | 5724      | Nyon                  | Plantilla:Smn  | Plantilla:Smn    | Plantilla:Smn       |
| Ogens                     | 5680      | Gros-de-Vaud          | Plantilla:Smn  | Plantilla:Smn    | Plantilla:Smn       |
| Oleyres                   | 5461      | Broye-Vully           | Plantilla:Smn  | Plantilla:Smn    | Plantilla:Smn       |
| Ollon                     | 5409      | Aigle                 | Plantilla:Smn  | Plantilla:Smn    | Plantilla:Smn       |
| Onnens                    | 5565      | Jura-Nord vaudois     | Plantilla:Smn  | Plantilla:Smn    | Plantilla:Smn       |
| Oppens                    | 5923      | Gros-de-Vaud          | Plantilla:Smn  | Plantilla:Smn    | Plantilla:Smn       |
| Orbe                      | 5757      | Jura-Nord vaudois     | Plantilla:Smn  | Plantilla:Smn    | Plantilla:Smn       |
| Orges                     | 5924      | Jura-Nord vaudois     | Plantilla:Smn  | Plantilla:Smn    | Plantilla:Smn       |
| Ormont-Dessous            | 5410      | Aigle                 | Plantilla:Smn  | Plantilla:Smn    | Plantilla:Smn       |
| Ormont-Dessus             | 5411      | Aigle                 | Plantilla:Smn  | Plantilla:Smn    | Plantilla:Smn       |
| Orny                      | 5493      | Morges                | Plantilla:Smn  | Plantilla:Smn    | Plantilla:Smn       |
| Oron-la-Ville             | 5793      | Lavaux-Oron           | Plantilla:Smn  | Plantilla:Smn    | Plantilla:Smn       |
| Oron-le-Châtel            | 5794      | Lavaux-Oron           | Plantilla:Smn  | Plantilla:Smn    | Plantilla:Smn       |
| Orzens                    | 5925      | Jura-Nord vaudois     | Plantilla:Smn  | Plantilla:Smn    | Plantilla:Smn       |
| Oulens-sous-Echallens     | 5529      | Gros-de-Vaud          | Plantilla:Smn  | Plantilla:Smn    | Plantilla:Smn       |
| Oulens-sur-Lucens         | 5681      | Broye-Vully           | Plantilla:Smn  | Plantilla:Smn    | Plantilla:Smn       |
| Pailly                    | 5530      | Gros-de-Vaud          | Plantilla:Smn  | Plantilla:Smn    | Plantilla:Smn       |
| Palézieux                 | 5795      | Lavaux-Oron           | Plantilla:Smn  | Plantilla:Smn    | Plantilla:Smn       |
| Pampigny                  | 5494      | Morges                | Plantilla:Smn  | Plantilla:Smn    | Plantilla:Smn       |
| Paudex                    | 5588      | Lavaux-Oron           | Plantilla:Smn  | Plantilla:Smn    | Plantilla:Smn       |
| Payerne                   | 5822      | Broye-Vully           | Plantilla:Smn  | Plantilla:Smn    | Plantilla:Smn       |
| Peney-le-Jorat            | 5796      | Gros-de-Vaud          | Plantilla:Smn  | Plantilla:Smn    | Plantilla:Smn       |
| Penthalaz                 | 5495      | Gros-de-Vaud          | Plantilla:Smn  | Plantilla:Smn    | Plantilla:Smn       |
| Penthaz                   | 5496      | Gros-de-Vaud          | Plantilla:Smn  | Plantilla:Smn    | Plantilla:Smn       |
| Penthéréaz                | 5531      | Gros-de-Vaud          | Plantilla:Smn  | Plantilla:Smn    | Plantilla:Smn       |
| Perroy                    | 5860      | Nyon                  | Plantilla:Smn  | Plantilla:Smn    | Plantilla:Smn       |
| Peyres-Possens            | 5682      | Gros-de-Vaud          | Plantilla:Smn  | Plantilla:Smn    | Plantilla:Smn       |
| Pizy                      | 5433      | Morges                | Plantilla:Smn  | Plantilla:Smn    | Plantilla:Smn       |
| Poliez-le-Grand           | 5532      | Gros-de-Vaud          | Plantilla:Smn  | Plantilla:Smn    | Plantilla:Smn       |
| Poliez-Pittet             | 5533      | Gros-de-Vaud          | Plantilla:Smn  | Plantilla:Smn    | Plantilla:Smn       |
| Pompaples                 | 5497      | Morges                | Plantilla:Smn  | Plantilla:Smn    | Plantilla:Smn       |
| Pomy                      | 5926      | Jura-Nord vaudois     | Plantilla:Smn  | Plantilla:Smn    | Plantilla:Smn       |
| Prahins                   | 5927      | Jura-Nord vaudois     | Plantilla:Smn  | Plantilla:Smn    | Plantilla:Smn       |
| Prangins                  | 5725      | Nyon                  | Plantilla:Smn  | Plantilla:Smn    | Plantilla:Smn       |
| Premier                   | 5759      | Jura-Nord vaudois     | Plantilla:Smn  | Plantilla:Smn    | Plantilla:Smn       |
| Préverenges               | 5643      | Morges                | Plantilla:Smn  | Plantilla:Smn    | Plantilla:Smn       |
| Prévonloup                | 5683      | Broye-Vully           | Plantilla:Smn  | Plantilla:Smn    | Plantilla:Smn       |
| Prilly                    | 5589      | Ouest lausannois      | Plantilla:Smn  | Plantilla:Smn    | Plantilla:Smn       |
| Provence                  | 5566      | Jura-Nord vaudois     | Plantilla:Smn  | Plantilla:Smn    | Plantilla:Smn       |
| Puidoux                   | 5607      | Lavaux-Oron           | Plantilla:Smn  | Plantilla:Smn    | Plantilla:Smn       |
| Pully                     | 5590      | Lavaux-Oron           | Plantilla:Smn  | Plantilla:Smn    | Plantilla:Smn       |
| Rances                    | 5760      | Jura-Nord vaudois     | Plantilla:Smn  | Plantilla:Smn    | Plantilla:Smn       |
| Renens                    | 5591      | Ouest lausannois      | Plantilla:Smn  | Plantilla:Smn    | Plantilla:Smn       |
| Rennaz                    | 5412      | Aigle                 | Plantilla:Smn  | Plantilla:Smn    | Plantilla:Smn       |
| Reverolle                 | 5644      | Morges                | Plantilla:Smn  | Plantilla:Smn    | Plantilla:Smn       |
| Riex                      | 5608      | Lavaux-Oron           | Plantilla:Smn  | Plantilla:Smn    | Plantilla:Smn       |
| Rivaz                     | 5609      | Lavaux-Oron           | Plantilla:Smn  | Plantilla:Smn    | Plantilla:Smn       |
| Roche                     | 5413      | Aigle                 | Plantilla:Smn  | Plantilla:Smn    | Plantilla:Smn       |
| Rolle                     | 5861      | Nyon                  | Plantilla:Smn  | Plantilla:Smn    | Plantilla:Smn       |
| Romainmôtier-Envy         | 5761      | Jura-Nord vaudois     | Plantilla:Smn  | Plantilla:Smn    | Plantilla:Smn       |
| Romairon                  | 5567      | Jura-Nord vaudois     | Plantilla:Smn  | Plantilla:Smn    | Plantilla:Smn       |
| Romanel-sur-Lausanne      | 5592      | Lausanne              | Plantilla:Smn  | Plantilla:Smn    | Plantilla:Smn       |
| Romanel-sur-Morges        | 5645      | Morges                | Plantilla:Smn  | Plantilla:Smn    | Plantilla:Smn       |
| Ropraz                    | 5798      | Broye-Vully           | Plantilla:Smn  | Plantilla:Smn    | Plantilla:Smn       |
| Rossenges                 | 5684      | Broye-Vully           | Plantilla:Smn  | Plantilla:Smn    | Plantilla:Smn       |
| Rossinière                | 5842      | Riviera-Pays-d'Enhaut | Plantilla:Smn  | Plantilla:Smn    | Plantilla:Smn       |
| Rougemont                 | 5843      | Riviera-Pays-d'Enhaut | Plantilla:Smn  | Plantilla:Smn    | Plantilla:Smn       |
| Rovray                    | 5928      | Jura-Nord vaudois     | Plantilla:Smn  | Plantilla:Smn    | Plantilla:Smn       |
| Rueyres                   | 5534      | Gros-de-Vaud          | Plantilla:Smn  | Plantilla:Smn    | Plantilla:Smn       |
| Saint-Barthélemy          | 5535      | Gros-de-Vaud          | Plantilla:Smn  | Plantilla:Smn    | Plantilla:Smn       |
| Saint-Cergue              | 5727      | Nyon                  | Plantilla:Smn  | Plantilla:Smn    | Plantilla:Smn       |
| Saint-Cierges             | 5685      | Gros-de-Vaud          | Plantilla:Smn  | Plantilla:Smn    | Plantilla:Smn       |
| Sainte-Croix              | 5568      | Jura-Nord vaudois     | Plantilla:Smn  | Plantilla:Smn    | Plantilla:Smn       |
| Saint-George              | 5434      | Nyon                  | Plantilla:Smn  | Plantilla:Smn    | Plantilla:Smn       |
| Saint-Légier-La Chiésaz   | 5888      | Riviera-Pays-d'Enhaut | Plantilla:Smn  | Plantilla:Smn    | Plantilla:Smn       |
| Saint-Livres              | 5435      | Morges                | Plantilla:Smn  | Plantilla:Smn    | Plantilla:Smn       |
| Saint-Oyens               | 5436      | Morges                | Plantilla:Smn  | Plantilla:Smn    | Plantilla:Smn       |
| Saint-Prex                | 5646      | Morges                | Plantilla:Smn  | Plantilla:Smn    | Plantilla:Smn       |
| Saint-Saphorin            | 5610      | Lavaux-Oron           | Plantilla:Smn  | Plantilla:Smn    | Plantilla:Smn       |
| Saint-Saphorin-sur-Morges | 5647      | Morges                | Plantilla:Smn  | Plantilla:Smn    | Plantilla:Smn       |
| Saint-Sulpice             | 5648      | Ouest lausannois      | Plantilla:Smn  | Plantilla:Smn    | Plantilla:Smn       |
| Sarzens                   | 5686      | Broye-Vully           | Plantilla:Smn  | Plantilla:Smn    | Plantilla:Smn       |
| Sassel                    | 5824      | Broye-Vully           | Plantilla:Smn  | Plantilla:Smn    | Plantilla:Smn       |
| Saubraz                   | 5437      | Morges                | Plantilla:Smn  | Plantilla:Smn    | Plantilla:Smn       |
| Savigny                   | 5611      | Lavaux-Oron           | Plantilla:Smn  | Plantilla:Smn    | Plantilla:Smn       |
| Seigneux                  | 5826      | Broye-Vully           | Plantilla:Smn  | Plantilla:Smn    | Plantilla:Smn       |
| Senarclens                | 5499      | Morges                | Plantilla:Smn  | Plantilla:Smn    | Plantilla:Smn       |
| Sergey                    | 5762      | Jura-Nord vaudois     | Plantilla:Smn  | Plantilla:Smn    | Plantilla:Smn       |
| Servion                   | 5799      | Lavaux-Oron           | Plantilla:Smn  | Plantilla:Smn    | Plantilla:Smn       |
| Sévery                    | 5500      | Morges                | Plantilla:Smn  | Plantilla:Smn    | Plantilla:Smn       |
| Signy-Avenex              | 5728      | Nyon                  | Plantilla:Smn  | Plantilla:Smn    | Plantilla:Smn       |
| Sottens                   | 5687      | Gros-de-Vaud          | Plantilla:Smn  | Plantilla:Smn    | Plantilla:Smn       |
| Suchy                     | 5929      | Jura-Nord vaudois     | Plantilla:Smn  | Plantilla:Smn    | Plantilla:Smn       |
| Sugnens                   | 5536      | Gros-de-Vaud          | Plantilla:Smn  | Plantilla:Smn    | Plantilla:Smn       |
| Sullens                   | 5501      | Gros-de-Vaud          | Plantilla:Smn  | Plantilla:Smn    | Plantilla:Smn       |
| Suscévaz                  | 5930      | Jura-Nord vaudois     | Plantilla:Smn  | Plantilla:Smn    | Plantilla:Smn       |
| Syens                     | 5688      | Broye-Vully           | Plantilla:Smn  | Plantilla:Smn    | Plantilla:Smn       |
| Tannay                    | 5729      | Nyon                  | Plantilla:Smn  | Plantilla:Smn    | Plantilla:Smn       |
| Tartegnin                 | 5862      | Nyon                  | Plantilla:Smn  | Plantilla:Smn    | Plantilla:Smn       |
| Thierrens                 | 5689      | Gros-de-Vaud          | Plantilla:Smn  | Plantilla:Smn    | Plantilla:Smn       |
| Tolochenaz                | 5649      | Morges                | Plantilla:Smn  | Plantilla:Smn    | Plantilla:Smn       |
| Trélex                    | 5730      | Nyon                  | Plantilla:Smn  | Plantilla:Smn    | Plantilla:Smn       |
| Trey                      | 5827      | Broye-Vully           | Plantilla:Smn  | Plantilla:Smn    | Plantilla:Smn       |
| Treycovagnes              | 5931      | Jura-Nord vaudois     | Plantilla:Smn  | Plantilla:Smn    | Plantilla:Smn       |
| Treytorrens               | 5828      | Broye-Vully           | Plantilla:Smn  | Plantilla:Smn    | Plantilla:Smn       |
| Ursins                    | 5932      | Jura-Nord vaudois     | Plantilla:Smn  | Plantilla:Smn    | Plantilla:Smn       |
| Valeyres-sous-Montagny    | 5933      | Jura-Nord vaudois     | Plantilla:Smn  | Plantilla:Smn    | Plantilla:Smn       |
| Valeyres-sous-Rances      | 5763      | Jura-Nord vaudois     | Plantilla:Smn  | Plantilla:Smn    | Plantilla:Smn       |
| Valeyres-sous-Ursins      | 5934      | Jura-Nord vaudois     | Plantilla:Smn  | Plantilla:Smn    | Plantilla:Smn       |
| Vallamand                 | 5462      | Broye-Vully           | Plantilla:Smn  | Plantilla:Smn    | Plantilla:Smn       |
| Vallorbe                  | 5764      | Jura-Nord vaudois     | Plantilla:Smn  | Plantilla:Smn    | Plantilla:Smn       |
| Vaugondry                 | 5569      | Jura-Nord vaudois     | Plantilla:Smn  | Plantilla:Smn    | Plantilla:Smn       |
| Vaulion                   | 5765      | Jura-Nord vaudois     | Plantilla:Smn  | Plantilla:Smn    | Plantilla:Smn       |
| Vaux-sur-Morges           | 5650      | Morges                | Plantilla:Smn  | Plantilla:Smn    | Plantilla:Smn       |
| Vevey                     | 5890      | Riviera-Pays-d'Enhaut | Plantilla:Smn  | Plantilla:Smn    | Plantilla:Smn       |
| Veytaux                   | 5891      | Riviera-Pays-d'Enhaut | Plantilla:Smn  | Plantilla:Smn    | Plantilla:Smn       |
| Vich                      | 5732      | Nyon                  | Plantilla:Smn  | Plantilla:Smn    | Plantilla:Smn       |
| Villars-Bramard           | 5829      | Broye-Vully           | Plantilla:Smn  | Plantilla:Smn    | Plantilla:Smn       |
| Villars-Burquin           | 5570      | Jura-Nord vaudois     | Plantilla:Smn  | Plantilla:Smn    | Plantilla:Smn       |
| Villars-Epeney            | 5935      | Jura-Nord vaudois     | Plantilla:Smn  | Plantilla:Smn    | Plantilla:Smn       |
| Villars-le-Comte          | 5690      | Broye-Vully           | Plantilla:Smn  | Plantilla:Smn    | Plantilla:Smn       |
| Villars-le-Grand          | 5463      | Broye-Vully           | Plantilla:Smn  | Plantilla:Smn    | Plantilla:Smn       |
| Villars-le-Terroir        | 5537      | Gros-de-Vaud          | Plantilla:Smn  | Plantilla:Smn    | Plantilla:Smn       |
| Villars-Mendraz           | 5691      | Gros-de-Vaud          | Plantilla:Smn  | Plantilla:Smn    | Plantilla:Smn       |
| Villars-Sainte-Croix      | 5651      | Ouest lausannois      | Plantilla:Smn  | Plantilla:Smn    | Plantilla:Smn       |
| Villars-sous-Champvent    | 5936      | Jura-Nord vaudois     | Plantilla:Smn  | Plantilla:Smn    | Plantilla:Smn       |
| Villars-sous-Yens         | 5652      | Morges                | Plantilla:Smn  | Plantilla:Smn    | Plantilla:Smn       |
| Villars-Tiercelin         | 5538      | Gros-de-Vaud          | Plantilla:Smn  | Plantilla:Smn    | Plantilla:Smn       |
| Villarzel                 | 5830      | Broye-Vully           | Plantilla:Smn  | Plantilla:Smn    | Plantilla:Smn       |
| Villeneuve                | 5414      | Aigle                 | Plantilla:Smn  | Plantilla:Smn    | Plantilla:Smn       |
| Villette                  | 5612      | Lavaux-Oron           | Plantilla:Smn  | Plantilla:Smn    | Plantilla:Smn       |
| Vinzel                    | 5863      | Nyon                  | Plantilla:Smn  | Plantilla:Smn    | Plantilla:Smn       |
| Vuarrens                  | 5539      | Gros-de-Vaud          | Plantilla:Smn  | Plantilla:Smn    | Plantilla:Smn       |
| Vucherens                 | 5692      | Broye-Vully           | Plantilla:Smn  | Plantilla:Smn    | Plantilla:Smn       |
| Vufflens-la-Ville         | 5503      | Gros-de-Vaud          | Plantilla:Smn  | Plantilla:Smn    | Plantilla:Smn       |
| Vufflens-le-Château       | 5653      | Morges                | Plantilla:Smn  | Plantilla:Smn    | Plantilla:Smn       |
| Vugelles-La Mothe         | 5937      | Jura-Nord vaudois     | Plantilla:Smn  | Plantilla:Smn    | Plantilla:Smn       |
| Vuibroye                  | 5802      | Lavaux-Oron           | Plantilla:Smn  | Plantilla:Smn    | Plantilla:Smn       |
| Vuiteboeuf                | 5766      | Jura-Nord vaudois     | Plantilla:Smn  | Plantilla:Smn    | Plantilla:Smn       |
| Vulliens                  | 5803      | Broye-Vully           | Plantilla:Smn  | Plantilla:Smn    | Plantilla:Smn       |
| Vullierens                | 5654      | Morges                | 407            | 6.84             | 59.50               |
| Yens                      | 5655      | Morges                | 988            | 9.51             | 103.89              |
| Yverdon-les-Bains         | 5938      | Jura-Nord vaudois     | 24696          | 11.28            | 2189.36             |
| Yvonand                   | 5939      | Jura-Nord vaudois     | 2447           | 13.39            | 182.75              |
| Yvorne                    | 5415      | Aigle                 | 907            | 12.11            | 74.34               |
| Total                     |           |                       | 662.145        | 3.212            | 206,15              |